# Salles-sur-Garonne
 Salles-sur-Garonne  es una población y comuna francesa, en la región de Mediodía-Pirineos, departamento de Alto Garona, en el distrito de Muret y cantón de Rieux-Volvestre.

## Demografía
| 215 | 208 | 217 | 215 | 250 | 301 |
| Para los censos de 1962 a 1999 la población legal corresponde a la población sin duplicidades (Fuente: INSEE [Consultar]) |     |     |     |     |     |